# Juan Pedro de Almeida y Mota
Juan Pedro de Almeida y Mota, también como João, Almeyda y Motta, (Lisboa, 24 de junio de 1744-Madrid, c. diciembre de 1817) fue un compositor y maestro de capilla portugués activo en España.

## Vida
Los estudios musicales de Juan Pedro de Almeida y Mota fueron probablemente como niño de coro, ya sea en la Cadetral de Lisboa o en la iglesia de San Vicente de Fora, siendo ambas iglesias el centro de la actividad musical en Lisboa en ese momento.
Sus primeras actividades profesionales fueron como cantor de la capilla real de José I de Portugal. Posteriormente pasó a la capilla de música de Gaspar de Braganza, arzobispo de Braga, que trataba de formar una pequeña corte en la ciudad.
En agosto de 1771 emigró a Santiago de Compostela por motivos desconocidos. En la Catedral de Santiago ingresó como tenor de la capilla de música, pero en septiembre de ese mismo año partía hacia Mondoñedo, donde pasó a ocupar el mismo cargo en la Catedral. La capilla de música de Mondoñedo pasaba por un momento de esplendor, con Bernardo San Millán de maestro de capilla y Pedro Furió como violinista, el que posteriormente pasaría a ocupar el magisterio de la Catedral de Guadix. En Mondoñedo compuso las primeras obras suyas que se han conservado, doce composiciones litúrgicas en latín, y promovió su ópera Il matrimonio per concorso.
El 20 de julio de 1775 consiguió el cargo de maestro de capilla segundo de la Catedral de Lugo. Allí estuvo muy activo renovando musicalmente la capilla, que representaba «música antiquísima, que por tal ya incomoda y puede perturbar la devoción». Cuatro años más tarde, a finales de 1779, fallecía el maestro Manuel López del Río, por lo que el magisterio de Lugo quedó vacante. No se nombró a Almeida como su sustituto, sino que se nombró a Francisco Náger, en ese momento maestro de capilla de la Catedral de Orense, lo que llevó a Almeida a presentar una reclamación ante el Consejo de Castilla. El Consejo de Castilla le dio la razón a Almeida, pero Náger permaneció en su cargo y Almeida permaneció como maestro sustituto. En este tiempo se interesó por los magisterios de Oviedo y Plasencia, pero acabó por no presentarse a las oposiciones.
El 19 de marzo de 1783 fue nombrado maestro de capilla de la Catedral de Astorga, cargo en el que permaneció por una década.
El 28 de abril de 1793 comenzó su trabajo como maestro en el Real Colegio de Niños Cantorcicos de Madrid. La institución estaba dirigida por el maestro de capilla de la Real Capilla, Antonio Ugena, cuyas relaciones con Almeida no fueron cordiales, en contraste con las que Almeida mantuvo con Boccherini. En Madrid fue creciendo poco a poco su prestigio como compositor, hecho que se ve en el envío de su música en 1797 al editor Pleyel —impulsado por Boccherini— o, como dice el musicólogo X. M. Carreira, «da fe el aumento salarial de 400 ducados con obligación de componer música para la Real Capilla que se le concedió (16 de abril de 1798), origen del juego de Lamentaciones para la Semana Santa de 1799 y quizá de los Cuartetos de cuerda que se conservan en el archivo del Palacio Real».
A finales de 1799 partió hacia Portugal, donde permaneció hasta principios de 1800. En 1803 fue miembro del panel de jueces que calificó las oposiciones para el nuevo maestro de capilla de la Catedral de Astorga. El hecho llevó a una desagradable disputa con Ugena, que acusó a Almeida de mentir en su solicitud de permiso para ir a Astorga, «todos tenemos derecho al crédito y veracidad de nuestras palabras, hace novedad que un cabildo elija o dé comisión alguna a un sujeto que ha tenido con él pleitos dilatados y ruidosos». No se conocen pleitos de Almeida en Astorga y resultaría contradictorio que el cabildo metropolitano solicitase al maestro como juez de las oposiciones si Almeida tuviese pleitos allí.
En 1808, con la ocupación francesa, se cerró la Capilla Real, lo que produjo problemas económicos de los músicos, que solo acabaron con la restitución de Fernando VII en 1814. Almeida recuperó su puesto en el colegio, pero falleció poco después, en diciembre de 1817.

## Obra
Almeida Mota dedicó toda su vida al servicio de la Iglesia y dejó más de 200 obras en archivos y catedrales de España y Portugal. Entre sus composiciones más destacadas se encuentra un oratorio titulado Pasión para solistas, coro y orquesta que fue descubierto en Villa Viciosa, en Portugal.
Entre su obra secular destaca Mi sento il cor trafiggere y Quegl' occhietti si fur, que posiblemente son fragmentos de una ópera. La ya mencionada ópera bufa Il matrimonio per concorso, con libreto de Gaetano Martinello, un poeta activo en la corte portuguesa, se estrenó en Mondoñedo el 15 de agosto de 1774. No se ha conservado la música, pero si el programa en italiano y español.
Almeida tradujo el libro de teoría musical Exame instructivo sobre a musica multiforme, metrica e rythmica, no queal se pregunta e dá resposta de muitas cousas interessantes para o Solfejo, Contraponto e Composição; seus termos privativos, Regras e Preceitos, segundo a melhor Pratica, e verdadeira Theorica, offerecido a Sua Alteza Real o Senhor D. João Principe do Brazil por seu author Francisco Ignacio Solano de Francisco Ignacio Solano al español. El libro se publicó en 1818 en Madrid con el título Examen instructivo sobre la música multiforme, métrica y rythmica en el cual por preguntas y respuestas se da razon de muchas cosas necesárias para el contrapunto y composición: de sus términos privativos, reglas y preceptos segun la mejor práctica y verdadera teórica. En su introducción escribía:

Son varias las obras que se han escrito y publicado sobre las reglas de la música en la mayor parte de las naciones; pero de muy poca o ninguna utilidad, bien sea por la diversidad de idiomas, o porque hablando de este noble arte con tanta variedad y confusión, lejos de enseñar confunden a los mismos facultativos, sin atinar con la verdadera doctrina de los primitivos y privativos preceptos músicos. La prueba de esta verdad se evidencia viendo tantos profesores que ignoran las reglas del arte que ejercen. ¿Cuántos compositores y maestros hay que ni dan razón de lo mismo que escriben y enseñan, ni saben en qué consiste la verdadera filosofía de la música? ¿Y por qué? Por falta de buenos libros de teoría y práctica. Nada puede hacer con pureza el compositor, si ignora la propiedad de la armonía y el porqué de la música. Hoy día se contentan únicamente los jóvenes con la voz del maestro; pero ésta nunca hará por sí sola buenos discípulos sin el auxilio de unas reglas ciertas.
Juan Pedro de Almeida y Mota (1818)